# 交通黑點
交通黑點全稱交通意外黑點，是會經常發生交通意外的道路地點，例如長命斜、高速公路、小路出大路、十字路口及掘頭路倒車等。有定義，經常引至死亡的交通路段，意外發生次數多。
交通黑點的設定，有助改善交通安全，並且提醒道路使用者的警覺性。

## 例子
- 香港：屯門公路、渡船街天橋、東邊街
- 加拿大：加拿大橫貫公路、溫哥華市乃街橋(Knight Street Bridge)